# Order Wybitnej Służby
Order Wybitnej Służby, wzgl. Order Służby Wybitnej, także Order za Wybitną Służbę lub Order Zaszczytnej Służby (ang. Distinguished Service Order, skr. DSO) – wysokie odznaczenie wojskowe (order) Wielkiej Brytanii, poprzednio Brytyjskiej Wspólnoty Narodów.

## Charakterystyka
Order nadawany jest oficerom sił zbrojnych za przynoszącą zasługi lub wybitną służbę (ang. distinguished service) podczas wojny. Osoba odznaczona orderem ma prawo umieszczać po swoim nazwisku litery "DSO", np. "John Smith, DSO".
Order został ustanowiony 6 września 1886 przez królową Wiktorię jako nagroda za indywidualne czyny szczególnej zasługi lub wybitną służbę podczas działań wojennych, nie kwalifikujące się do najwyższego odznaczenia orderu Victoria Cross.
Order posiada tylko jeden stopień: Companion (kawaler Orderu). Kolejne nadania orderu tej samej osobie oznaczane są przez dodanie belki (Bar) na wstążce. Dwukrotne nadanie to DSO and Bar, trzykrotne – DSO and Two Bars, czterokrotne – DSO and Three Bars.

## Zasady nadawania
Order nadawany jest normalnie jedynie za czyny podczas walki z nieprzyjacielem (ang. under fire) lub w równorzędnych warunkach, chociaż w latach 1914–1916 bywał też nadawany oficerom sztabowym, co wywoływało niechęć oficerów frontowych. Od 1 stycznia 1917 do odznaczenia przedstawiani są co do zasady jedynie oficerowie za zasługi podczas walki. Przed 1943 order mógł być nadany jedynie osobie wyróżnionej wymienieniem w sprawozdaniu (Mentioned in Despatches). Order nadawany jest normalnie oficerom w stopniu co najmniej majora lub równorzędnym, wyjątkowo nadawano go szczególnie zasłużonym młodszym oficerom. W 1942 nadawanie DSO rozciągnięto także na oficerów brytyjskiej marynarki handlowej (Merchant Navy) za czyny odwagi podczas ataków nieprzyjaciela.
Podczas I wojny światowej nadano 8981 DSO. Podczas II wojny światowej nadano m.in. 870 orderów oficerom lotnictwa brytyjskiego Royal Air Force, w tym 62 dwukrotnie, 8 trzykrotnie i 2 czterokrotnie. Ogółem podczas II wojny światowej nadano 7 czterokrotnych DSO (DSO and Three Bars). 
50 orderów otrzymali Polacy podczas II wojny światowej: 8 orderów DSO i jeden DSO and Bar nadano polskim lotnikom, a 11 DSO polskim marynarzom. Pierwszym z nich (odznaczonym w lutym roku 1942) był ppłk pil. Tadeusz Rolski. Wśród kawalerów byli również żołnierze wojsk lądowych m.in. gen. Stanisław Maczek i płk Franciszek Skibiński z 1 Dywizji Pancernej.
Od 1993 podstawy nadania DSO ograniczono do wybitnej służby (np. dowodzenia), a dla nagradzania męstwa w walce ustanowiono krzyż Conspicuous Gallantry Cross. Jednocześnie rozszerzono krąg uprawnionych do otrzymania DSO do wszystkich rang wojskowych, lecz mimo to, do tej pory order otrzymali jedynie starsi oficerowie.

## Opis oznaki orderu
Oznakę orderu stanowi krzyż równoramienny, z rozszerzającymi się i zaokrąglonymi ramionami zwany krzyżem Ruperta, pokryty białą emalią, złocony na brzegach, szerokości 41,5 mm. Pośrodku znajduje się okrągły medalion, otoczony wieńcem laurowym, pokrytym zieloną emalią. Wewnątrz znajduje się złota korona Imperium Brytyjskiego, na czerwonym emaliowanym tle. Na rewersie znajduje się złoty monogram królewski na czerwonym tle, wewnątrz wieńca laurowego, pokrytego zieloną emalią. Początkowo krzyż wykonywany był ze złota, lecz w 1889 zamieniono go na srebrny złocony.
Krzyż zawieszony jest za pośrednictwem złotej poprzeczki z laurowym ornamentem, na czerwonej wstążce szerokości 28,5 mm, z wąskimi niebieskimi brzegami, przyczepionej do górnej złotej poprzeczki.
Poprzeczki symbolizujące powtórne nadania (Bar) są złote z koroną Imperium pośrodku. Na odwrocie poprzeczki znajduje się rok nadania.
Kolejne nadania DSO oznaczane są na baretkach poprzez nałożenie metalowej rozetki w kształcie róży heraldycznej.

## Odznaczeni

### Polacy
- Lotnictwo:
  - ppłk Aleksander Gabszewicz (DSO and Bar)
  - kpt. Eugeniusz Horbaczewski
  - mjr Stanisław Skalski
  - ppłk Tadeusz Rolski
  - mjr Wacław Król
  - mjr Stefan Janus
  - mjr Teofil Pożyczka
  - ppłk Romuald Suliński
  - gen.bryg. Ludomił Rayski

- Wojska lądowe (m.in.):
  - gen. Stanisław Maczek
  - gen. Stanisław Kopański
  - płk Aleksander Stefanowicz
  - płk Franciszek Skibiński
  - ppłk dypl. Stanisław Gliwicz
  - ppłk Karol Piłat

- Marynarka:[5][6]
  - kpt. mar. Jan Grudziński
  - kmdr ppor. Tadeusz Gorazdowski (DSO and Bar)
  - kpt. mar. Bogusław Krawczyk
  - kmdr por. Aleksander Hulewicz
  - kmdr por. Henryk Eibel
  - kpt. mar. Borys Karnicki
  - kmdr por. Konrad Namieśnikowski
  - por. mar. Jan Buchowski
  - kpt. mar. Marian Kadulski
  - kmdr ppor. Ludwik Lichodziejewski
  - kmdr por. Roman Stankiewicz
  - kmdr por. Stanisław Nahorski